# Ермолаев, Григорий Павлович
Григо́рий Па́влович Ермола́ев (7 апреля 1911, Овчухи, Владимирская губерния — 1982) — советский легкоатлет-стайер, чемпион и призёр чемпионатов СССР, рекордсмен СССР, заслуженный мастер спорта СССР (1943). Выступал за клубы «Медики», «Искра» и «Спартак» (Москва). Установил рекорды страны в эстафете 3×1000 метров и стипль-чезе.

## Биография
Работал каменщиком. Начав заниматься в «Спартаке», быстро стал одним из сильнейших стипльчезистов СССР.
С первых дней Великой Отечественной войны сражался подрывником-разведчиком в отряде «Славный» ОМСБОНа. За боевые заслуги награждён несколькими медалями. После многочисленных ранений вернулся в тыл. Продолжая заниматься спортом, был призёром чемпионатов СССР 1943 и 1945 годов.
Затем, прекратив выступления, Григорий Ермолаев работал в «Спартаке» тренером по легкой атлетике и лыжному спорту. Находясь на пенсии, он продолжал работать на спортивной базе одного из заводов Москвы.

## Награды
- Медаль «За отвагу» (1943)
- Медаль «Партизану Отечественной войны» (1944)
- Медаль «За оборону Москвы» (1944)

## Результаты

### Соревнования
| Год  | Город   | Дистанция                       | Дата          | Результат  | Место |
| ---- | ------- | ------------------------------- | ------------- | ---------- | ----- |
| 1937 | Москва  | бег 5000 метров                 | 20—24 августа | 15.42,1    | III   |
| 1937 | Москва  | бег 10 000 метров               | 20—24 августа | 32.42,8    | II    |
| 1938 | Харьков | бег 3000 метров с препятствиями | 12 сентября   | 9.41,2 NR* | I     |
| 1938 | Харьков | бег 10 000 метров               | 12 сентября   | 32.12,0    | III   |
| 1938 | Москва  | кросс 8000 м                    | 6 июня        | 26.54,4    | 5     |
| 1939 | Харьков | бег 3000 метров с препятствиями | 24—30 августа | 9.32,0     | 4     |
| 1939 | Харьков | бег 10 000 метров               | 24—30 августа | 31.14,0    | III   |
| 1940 | Москва  | бег 5000 метров                 | 25—30 августа | 15.03,4    | III   |
| 1943 | Горький | бег 3000 метров с препятствиями | 24—30 августа | 9.50,8     | III   |
| 1945 | Киев    | бег 5000 метров                 | 9—16 сентября | 15.03,0    | II    |
| 1945 | Киев    | бег 10 000 метров               | 9—16 сентября | 31.53,8    | II    |
| 1946 | Москва  | кросс 8 км                      | 9 июня        | 26.28,0    | 7     |

| Год  | Город          | Дистанция | Дата       | Результат | Место             |
| ---- | -------------- | --------- | ---------- | --------- | ----------------- |
| 1939 | Ла-Курнёв      | 10 400 м  | 19 февраля | 36.12     | 10 (личный зачёт) |
| 1946 | Венсенский лес | 10 600 м  | 17 февраля |           | 10 (личный зачёт) |
| 1947 | Венсенский лес | 11 600 м  | 23 февраля |           | 9 (личный зачёт)  |

### Рекорды СССР

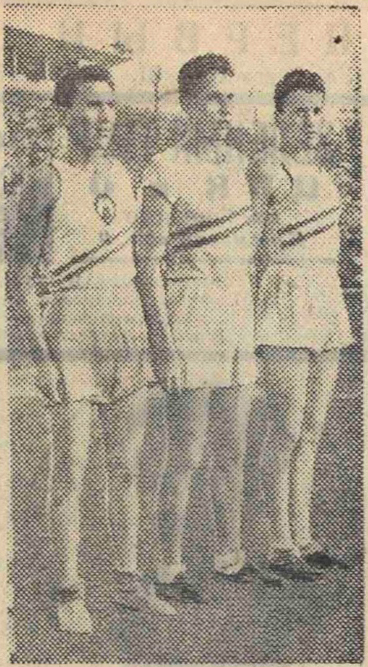
Спортсмены общества «Медик» И. Дворянчиков (слева), Григорий Ермолаев и заслуженный мастер спорта Георгий Знаменский (справа), установившие 1 июля 1939 года на стадионе «Динамо» новый всесоюзный рекорд в эстафете 3 по 1000 метров со временем 7 минут 44 секунды.

| Дистанция              | Результат | Место   | Дата      |
| ---------------------- | --------- | ------- | --------- |
| 3000 метров с/п        | 9.47,7    | Иваново | 2.8.1938  |
| 3000 метров с/п        | 9.41,2    | Харьков | 12.9.1938 |
| 3000 метров с/п        | 9.20,6    | Москва  | 15.8.1940 |
| Эстафета 3x1000 метров | 7.44      | Москва  | 1.7.1939  |

1. ↑  Состав команды «Спартак»: И. Дворянчиков, Григорий Ермолаев, Георгий Знаменский